# Aurora (Colorado)
Aurora és una ciutat ubicada al comtat d'Adams a Colorado, Estats Units d'Amèrica, de 292.403 habitants segons el cens del 2007, i amb una densitat de 790 per km² aproximadament. Aurora és la 58a ciutat més poblada del país. Es troba a poc més de 20 quilòmetres de distància de Denver, la capital de l'estat.

## Història
Aurora va ser fundada amb el nom de Fletcher en la dècada de 1880. Va passar a anomenar-se Aurora l'any 1907. El municipi va tenir un creixement frenètic de població en les dècades dels 70 i els 80, convertint-se en una important ciutat de l'àrea metropolitana de Denver. 

El 20 de juliol de 2012,  James Holmes va obrir foc contra el públic assistent a l'estrena de la pel·lícula The Dark Knight Rises en un cinema de la localitat. El tiroteig va causar 12 morts i 58 ferits, passant a ser una de les majors massacres de la història dels Estats Units.

## Ciutats agermanades
- Jaco, Costa Rica
- Seongnam, Corea del Sud
- Zielona Góra, Polònia